# Ronnie Brunswijk
Ronnie Brunswijk, né le 7 mars 1961 à Moiwana (Marowijne), est un homme d'État et homme d’affaires surinamais, vice-président de la République de 2020 à 2025.

## Biographie
Lors du coup d'État du 25 février 1980 mené par Desi Bouterse, il est sergent dans l'armée régulière du Suriname et l'un de ses gardes du corps. N'ayant pas reçu l'avancement qu'il espérait du fait de sa participation aux événements, il entre en conflit avec sa hiérarchie. Il les accuse de racisme envers les nègres marrons (Aluku, Djuka, Saramaca...) et déserte l'armée pour la rébellion. Il fonde le Jungle Commando tandis que le Suriname plonge dans la guerre civile (1986-1992). Ronnie Brunswijk sait parler plusieurs langues : l'anglais, le sranan-tongo (sa langue maternelle), et le néerlandais. 
Il entre en contact avec les Pays-Bas où une partie de la classe politique a fui (le Suriname était une colonie néerlandaise jusqu'à l'indépendance du 25 novembre 1975). Il se tourne également vers « tous les gouvernements démocratiques », sollicitant le soutien de la France, des États-Unis, de la Grande-Bretagne, de la Belgique ou encore du Venezuela.
À la suite de cette internationalisation de la situation, Ronnie Brunswijk a fait appel à plusieurs mercenaires et déserteurs dans ses rangs. Le Jungle Commando subit de gros revers (contre-offensive de 1986), et débutent alors les premières négociations. Si cette situation contribue à un retour timide de la démocratie au Suriname (1988), l'économie du pays est affaiblie pour de nombreuses années.
Ronnie Brunswijk est condamné par contumace par un tribunal de Haarlem à six années d'emprisonnement pour trafic de cocaïne. La justice française le condamne à dix ans de prison. Interpol délivre un mandat d'arrêt international à son encontre, mais le Suriname n’extrade pas ses ressortissants.
Il est aujourd'hui un homme d'affaires respecté et craint. Il exploite plusieurs mines d'or, y compris dans des réserves naturelles. Les années passant, il a entamé une carrière politique lors de l'élection présidentielle de mai 1996 avec le parti général de la libération et du développement (ABOP, Algemene Bevrijdings- en Ontwikkelingspartij). Depuis les élections de 2000, il siège à l'assemblée nationale comme député.
Le 21 septembre 2021, Brunswijk participe à une rencontre de Ligue de la CONCACAF comme attaquant et capitaine de l'équipe dont il est le propriétaire, l'Inter Moengotapoe, à soixante ans, et joue une soixantaine de minutes dans une défaite 0-6 face à l'équipe hondurienne du CD Olimpia. Il est à noter que ce n'est pas sa première expérience continentale avec le club puisqu'il a déjà joué quelques rencontres en 2009 et 2011 en Championnat des clubs caribéens de la CONCACAF. Après le match, une vidéo circule le montrant distribuer des liasses de billets aux joueurs de l'équipe adverse. La CONCACAF décide alors d'exclure les deux équipes de la compétition et de bannir pendant trois ans Ronnie Brunswijk de toutes compétitions pour corruption.

### Élections de 2020
À la suite des élections législatives de mai 2020, il est élu président de l'Assemblée nationale le 29 juin. Quelques jours plus tard, le 13 juillet 2020, il est élu par acclamation vice-président de la République, étant seul candidat et l'opposition ayant refusé de participer à l'élection.